# .ag
.ag este un domeniu de internet de nivel superior, pentru Antigua și Barbuda (ccTLD).